# Yankalilla
Yankalilla est un village de la péninsule Fleurieu en Australie-Méridionale situé à 72 km au sud de la capitale de l'État, Adélaïde.
Le village est niché dans la vallée de la rivière Bungala, dominée par les chaînes du sud du mont Lofty et est un centre de services pour le district agricole environnant.

## Histoire

### Étymologie
Aux premiers stades de la colonisation de l'État, Yankalilla était un lieu très important, mais sa proximité avec Adélaïde et l'avènement des transports rapides ont considérablement amoindri cette position.
L'origine de son nom n'est pas précise. Le gouverneur John Hindmarsh enregistre la prononciation Kaurna de Yoongalilla, telle qu'appliquée au district et la note dans des dépêches de 1837. Le colonel William Light, cependant, écrit Yanky-lilly et Yanky Point, donnant lieu à l'idée non fondée qu'il a été nommé d'après un baleinier américain ou un navire américain nommé Lilly qui a fait naufrage au large des côtes.
Selon Geoff Manning (en), Norman Tindale a déclaré que le mot est « dérivé du mot aborigène jankalan, qui signifie chute, tiré d'un incident du mythe de Tjilbruke (en), dont le corps momifié de la sœur [sic] a commencé à tomber en morceaux ici, alors qu'il le transportait de Brighton à Cape Jervis pour l'enterrement ».
En 2002, la spécialiste des Kaurna Georgina Yambo Williams, dans un article co-écrit avec le linguiste de l'Université d'Adélaïde Robert Amery, s'inspire de ses propres connaissances et de diverses sources littéraires de la période de colonisation britannique de l'Australie du Sud. Elle y raconte que Yankalilla vient des mots yerkandi, qui signifie « tomber sur, se joindre à », à la manière d'une maladie, et lya et illa, qui signifie « lieu ». Ainsi Yankalilla est littéralement le lieu des morceaux tombés. Ceci est considéré par Yambo Williams comme faisant référence à l'histoire du Temps du rêve de Tjilbruke, qui a transporté le corps en décomposition de son neveu mort de (ce qu'on appelle maintenant) la rivière Sturt (Warriparinga (en)) à Yankalilla, puis s'est effondré. Une version de l'histoire de Tjilbruke l'épelle Yarnkalyilla (lieu des morceaux qui tombent) et décrit une grotte où Tjilbruke dépose le corps de son neveu. Des recherches scientifiques de Chester Schulz ont conclu que le site original de Yankalilla était Lady Bay, à l'embouchure de la rivière Yankalilla, juste au sud de Normanville.
Il existe encore d'autres suppositions sur l'origine du nom.

### Habitations

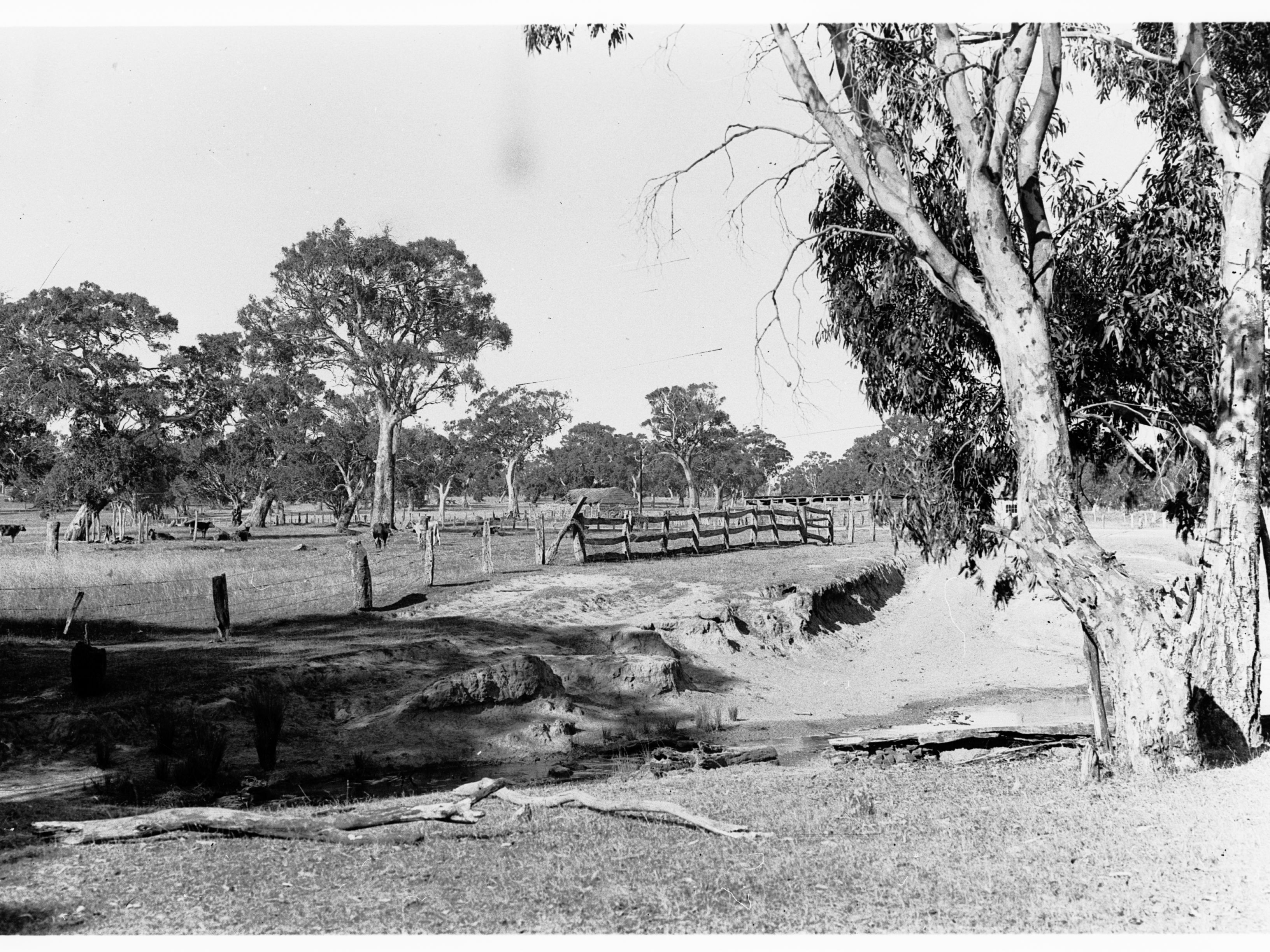
Paysage de culture laitière typique sur la route de Yankallila en 1925

La région de Yankalilla est à l'origine habitée par les Kaurna, un peuple aborigène australien, qui occupait une zone de terre s'étendant du cape Jervis jusqu'au côté ouest de la péninsule Fleurieu, jusqu'au sommet du golfe Saint-Vincent,. Les Kaurna ont rencontré de temps en temps des Ramindjeri (en) de la Baie Encounter et de la Péninsule Fleurieu pour le commerce et l'échange.
La mythologie aborigène attribue la formation des formes terrestres de la péninsule Fleurieu aux voyages de Tjilbruke, l' ancêtre créateur Kaurna alors qu'il pleurait en portant le corps de son neveu de la rivière Sturt au cape Jervis.
Le district de Yankalilla a une histoire européenne remontant à la première colonie en Australie-Méridionale, avec des zones côtières colonisées à la fin des années 1830. En 1838, plus de 5 400 acres (22 km2) de terres autour de Yankalilla ont été arpentées pour les activités ovines et laitières, mais l'emplacement actuel du village est apparu quatre ans plus tard.
Yankalilla est fondé en 1839 lorsque le révérend père Henry Kemmis s'installe sur un terrain qui lui a été attribué par son cousin le gouverneur George Grey. Sa femme meurt peu de temps après leur arrivée à Adélaïde, ses enfants sont laissés avec des serviteurs, qui ont construit leur maison. Le révérend s'est remarié et a ensuite voyagé à travers l'Australie, créant des écoles. Peu de temps après, en 1842, Septimane Herbert et George Worthington ont pris des terres et construit des maisons dans la ville. Les agriculteurs ont planté du blé et de l'orge sur les terres qu'ils avaient défrichées, ouvrant la voie à de futurs développements agricoles.

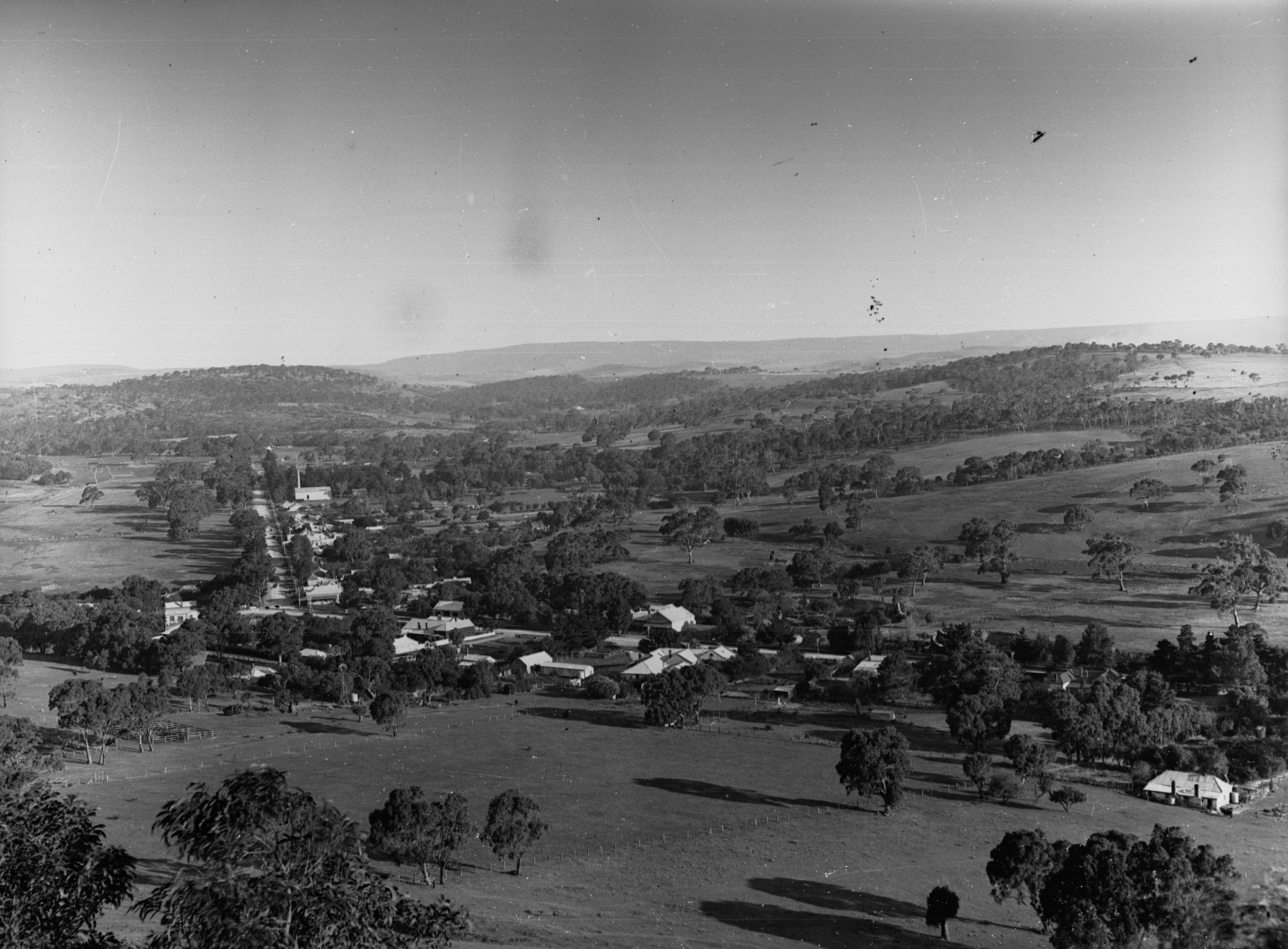
Yankalilla vers 1924

La localité s'est développée rapidement entre 1850 et 1870 et pendant ce temps Yankalilla est devenue l'une des cinq principales villes de la colonie d'Australie-Méridionale. Une jetée a été construite sur la côte pour exporter le blé cultivé dans le district. Le conseil de district est officiellement proclamé en 1854 et à la fin des années 1860, Yankalilla et Normanville comptent trois moulins à farine, cinq magasins, deux brasseries, quatre forgerons, trois hôtels et cinq églises.
L' église anglicane du village, « Christ Church », possède des fonts baptismaux en marbre qui remontent du Moyen Âge, ornant autrefois la cathédrale de Salisbury en Angleterre. Ils ont été donnés à un ancien recteur de Christ Church lors d'une visite en Angleterre. Les anciens propriétaires ont par la suite regretté leur générosité et ont demandé sa restitution, mais celle-ci a été refusée.
Un autre point d'intérêt est le sanctuaire de Notre-Dame de Yankalilla dans l'église anglicane. En août 1994, il défraie la chronique car une image serait devenue visible sur un mur derrière l'autel de l'église en pierre vieille de 137 ans. Elle est interprétée comme une image de la Vierge Marie, représentant son visage et son corps et semblant tenir le Christ crucifié à la manière d' une pietà. Deux ans après l'apparition de l'image sur le mur, la presse locale couvre l'histoire dans l'Adelaide Advertiser, attirant des touristes internationaux dans la ville.
Un certain nombre de bâtiments de la ville sont classés au patrimoine, notamment l'église anglicane, Manor Farm et The Olives. Un certain nombre de bâtiments précédemment classés ont disparu.